# Messapi
La llengua messàpia o messapi era la llengua parlada pels messapis, una antiga població que ocupava l'Apúlia meridional a la península itàlica.

## Origen
La llengua, d'origen indoeuropeu, era utilitzada a la Itàlia sud-oriental pels messapis, els iapigis i els peuquetis. De l'idioma n'han romàs unes cinc-centes inscripcions (la major part amb noms de localitats o de persones) datades del segle vi aC al segle I aC.
El messapi podria tenir afinitat amb les llengües il·líries, pròpies de la riba oposada de la mar Adriàtica. Aquesta hipòtesi està fonamentada sobretot en els noms de persona trobats a les inscripcions i en la referència dels escriptors clàssics.
La llengua messàpia va decaure fins a la seva extinció quan el Salento va ser conquistat pels romans, que introduïren el llatí a la zona.

## Alfabet
Els messapis empraven per a les seves inscripcions un alfabet grec, més pròpiament laconi, importat del veïnats grecs de Taranto. En les característiques d'aquest alfabet s'hi detecta la total absència de la voval "u" i la presència del signe del trident que indica el so fricatiu després de vocal i el iod successiu.

## Característiques

### Fonología
Pel que fa al sistema vocàlic, el messapi sembla que va confondre primer les vocals indoeuropees /+a, *o/ en /â/ velar, i que en el seu moment a vegades aquesta vocal es confon amb el resultat d /*e/ indoeuropea (tret que sembla comú amb l'il·liri). A més el messapi mostra els següents diftongs: *âi, oi, ei, âu, eu (*ou probablement originà âu), també s'hi veuen clarament les restes de les sonants /l, r, m, n/. Aparentment /*bh, *dh, *gh/ donen lloc simplement a /b, d, g/.

### Morfologia
En el nom s'hi observen 5 casos (nominatiu, genitiu, datiu-ablatiu, acusatiu i instrumental). Algunes de les terminacions de cas són semblants a les que trobam a les llengües itàliques, així tenim el datiu-ablatiu -bos (que també apareix així en vènet) i que és comparable al llatí -bus (de la 3º, 4ª i 5ª declinació), tots ells derivats del indoeuropeu *-bhos. En el verb hi trobam algunes de les antigues marques de perfecte, aorist i optatiu. Malgrat tot, l'estudi del messapi és difícil per la manca de comprensió del seu lèxic.